# Evelien Koogje
Evangeline (Evelien) Koogje (Appingedam, 31 juli 1959) is een voormalige Nederlandse roeister. Ze nam eenmaal deel aan de Olympische Spelen, maar won bij die gelegenheid geen medaille.
Koogje maakte haar olympisch debuut op de Olympische Spelen van 1976 in Montreal. Ze was de stuurvrouw van de Nederlandse acht met stuurvrouw. Het Nederlandse team werd in de eliminaties vierde in 3.06,78. In de herkansing behaalde ze een derde plaats in 3.21,44. Hierdoor mocht de ploeg starten in de kleine finale en behaalde hierbij een achtste tijd in 3.35,87.
Ze was aangesloten bij De Delftsche Sport.

## Palmares

### roeien (dubbel vier)
- 1975: 8e WK - 3.36,55

### roeien (acht met stuurvrouw)
- 1976: 8e OS - 3.35,87

Karin Abma · 
Joke Dierdorp · 
Barbara de Jong · 
Annette Schortinghuis-Poelenije · 
Marleen van Rij · 
Maria Kusters-ten Beitel · 
Liesbeth Pascal-de Graaff · 
Loes Schutte · 
Evelien Koogje (stuurvrouw)